# Djolfa
Pour les articles homonymes, voir Djolfa (homonymie).
Djolfa (en persan : جلفا, Jolfâ) est une ville d’Iran de la province d’Azerbaïdjan-Oriental. Elle est située sur la frontière de la République d’Azerbaïdjan, plus précisément de la province autonome du Nakhitchevan. Elle compte une population d’environ 56 000 habitants.

## Géographie
Djolfa se trouve à une heure et demie en voiture au nord de Tabriz, capitale de l'Azerbaïdjan-Oriental. La ville est située à la frontière avec l'Azerbaïdjan, à proximité de la ville homonyme de Djoulfa de l'autre côté de la rivière Araxe.

## Urbanisme
Le centre-ville s'articule autour de la place Achoura.

## Culture

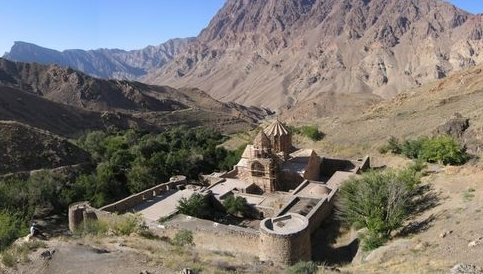
Monastère Saint-Stéphane

Le monastère arménien Saint-Stepanos de Djolfa, dédié au premier martyr chrétien, Étienne et érigé entre le VIIe siècle et le Xe siècle, constitue un édifice patrimonial pour la plupart des XVIIe et XIXe siècles, ayant été reconstruit à de nombreuses reprises à la suite de sa destruction lors des guerres entre les Seldjoukides et l'Empire byzantin aux XIe et XIIe siècles. Il figure sur la liste du Patrimoine mondial de l'UNESCO depuis 2008.

## Économie
Djolfa est une des villes frontalières les plus importantes d'Iran. Les installations douanières dans la ville et le chemin de fer Caucase-Djolfa ont été conçues pour satisfaire les opérations en douane, le stockage, le transfert de chargement de trois millions de tonnes de biens par an. Avant la chute de l’Union soviétique, toutes les importations et les exportations iraniennes avec l’URSS, l’Europe de l'Est et la Scandinavie passaient par Djolfa.